# تیراندازی جمعی
تیراندازی دسته‌جمعی (انگلیسی: Mass shooting) یا تیراندازی کور نوعی از عملیات تیراندازی است که باعث چندین قربانی خشونت با سلاح گرم می‌شود.  به عنوان اینکه چهار یا چند نفر بدون هیچ گونه انتخابی (و نه شلیک کنندگان) کشته می‌شوند، اصطلاح «قتل‌عام» یا «کشتار جمعی» هم به آن گفته می‌شود. یکی دیگر از تعاریف غیررسمی، تیراندازی جمعی، رویدادی است که شامل تیراندازی (و نه لزوماً منجر به مرگ) از چهار یا چند نفر بدون پریود خنثی سازی است. اصطلاحات مرتبط شامل تیراندازی جمعی در مدارس و کشتار است. فقدان یک تعریف واحد می‌تواند به جنجال در رسانه‌های خبری منجر شود، و برخی گزارش‌ها مربوط به جنایات را تشکیل می‌دهند.
تیراندازی جمعی توسط افراد یا سازمان‌ها در مکان‌های عمومی یا غیر عمومی انجام می‌شود. گروه‌های تروریستی اخیراً از تاکتیک تیراندازی‌های جمعی برای رسیدن به اهداف سیاسی خود استفاده کرده‌اند. افرادی که تیراندازی‌های جمعی را انجام می‌دهند ممکن است در دسته‌بندی‌های مختلف قرار داشته باشند، از جمله خانواده‌کشی، خشونت در محل کار، تیراندازی در مدارس و کشتار بی هدف غریبه‌ها. انگیزه‌های افراد برای تیراندازی متفاوت است.

## واکنش کشورها
واکنش کشورها به تیراندازی‌های جمعی، بسته به زمینه، تعداد تلفات، کشور و وضعیت سیاسی، شکل‌های مختلفی دارد. کشورهایی مانند استرالیا و بریتانیا قوانین اسلحه خود را پس از تیراندازی‌های جمعی تغییر دادند. برخلاف این کشورها، قانون اساسی ایالات متحده در حال حاضر قوانین محدودکننده مالکیت اسلحه را ممنوع کرده‌است.

## تعریف
دسته‌بندی یک رویداد به عنوان تیراندازی جمعی بستگی به تعاریف، متفاوت دارد. طبق قوانین فدرال ایالات متحده، دادستان کل براساس درخواست دولت می‌تواند در تحقیق دربارهٔ «کشتار جمعی» به جای تیراندازی‌های جمعی کمک کند. این اصطلاح در ابتدا برای قتل چهار نفر یا بیشتر بدون عمل خنثی سازی، تعریف شده بود اما در سال ۲۰۱۳ کنگره مجدداً برای قتل سه یا بیشتر آن را بازتعریف کرد. طبق گزارش سی ان ان، یک تیراندازی جمعی به معنای مرگ چهار نفر یا بیشتر ناشی از قتل و کشتار باندی است. در «پشت خونریزی»، در گزارش یو اس ای تودی، یک کشتار جمعی به عنوان هر حادثه ای است که در آن چهار یا چند نفر کشته شده و همچنین شامل قتل‌های خانوادگی می‌شود، تعریف می‌شود. یک سایت پایگاه اطلاعاتی که توسط سی ان ان، ام اس ان بی سی، نیویورک تایمز، واشینگتن پست، اکونومیست، بی‌بی‌سی و غیره مورد تأیید قرار گرفته‌است، تیراندازی جمعی را، یک تیراندازی جمعی یا هر حادثه ای که در آن چهار نفر یا بیشتر به ضرب گلوله کشته می‌شوند، تعریف کرده‌است. یک ارتباط قابل توجه در متمم دوم قانون اساسی ایالات متحده آمریکا بین تیراندازی جمعی و خشونت خانگی و خانوادگی در ایالات متحده گزارش شده‌است.